# Herzmuskel

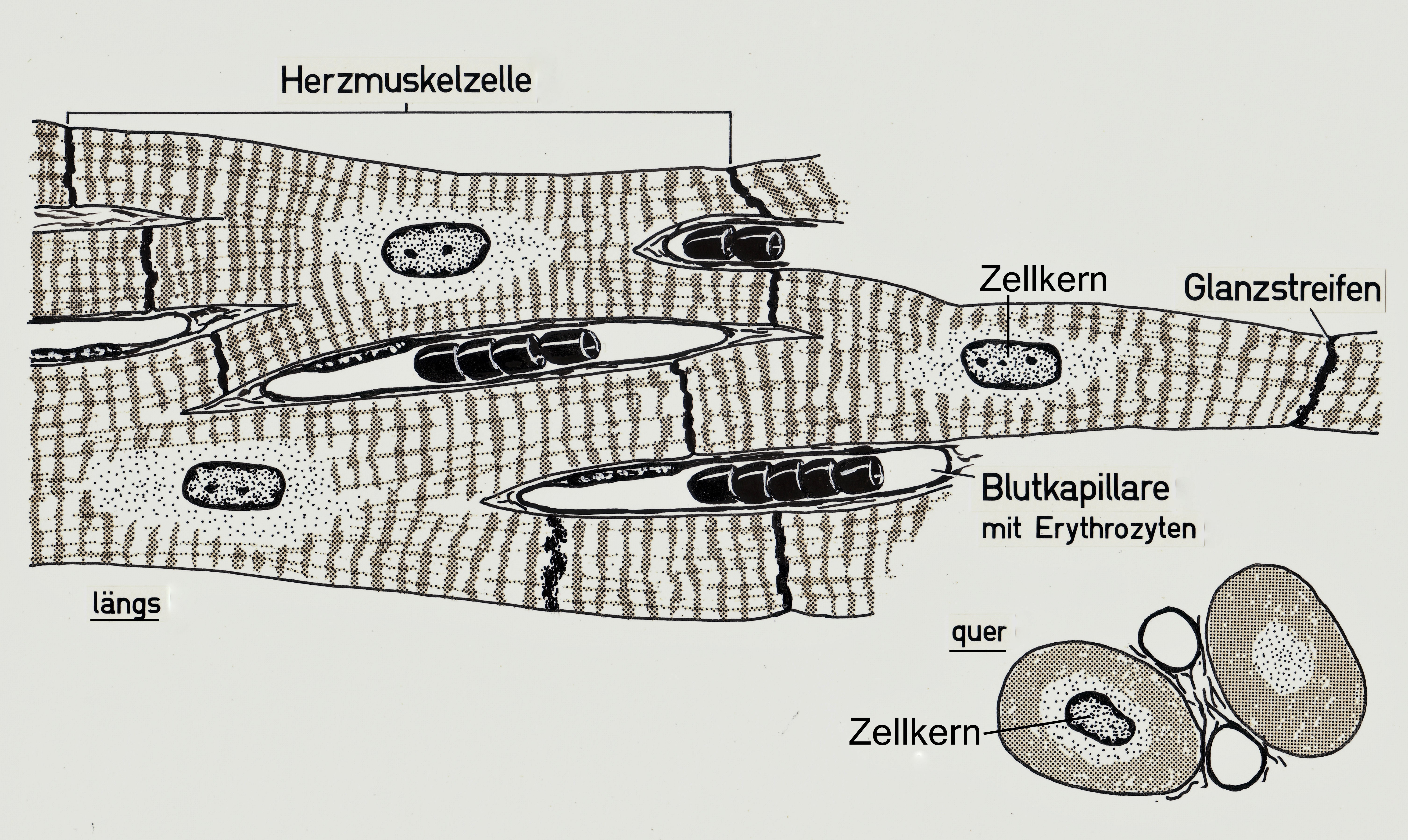
Herzmuskelzellen im Längs- und Querschnitt, schematische Darstellung

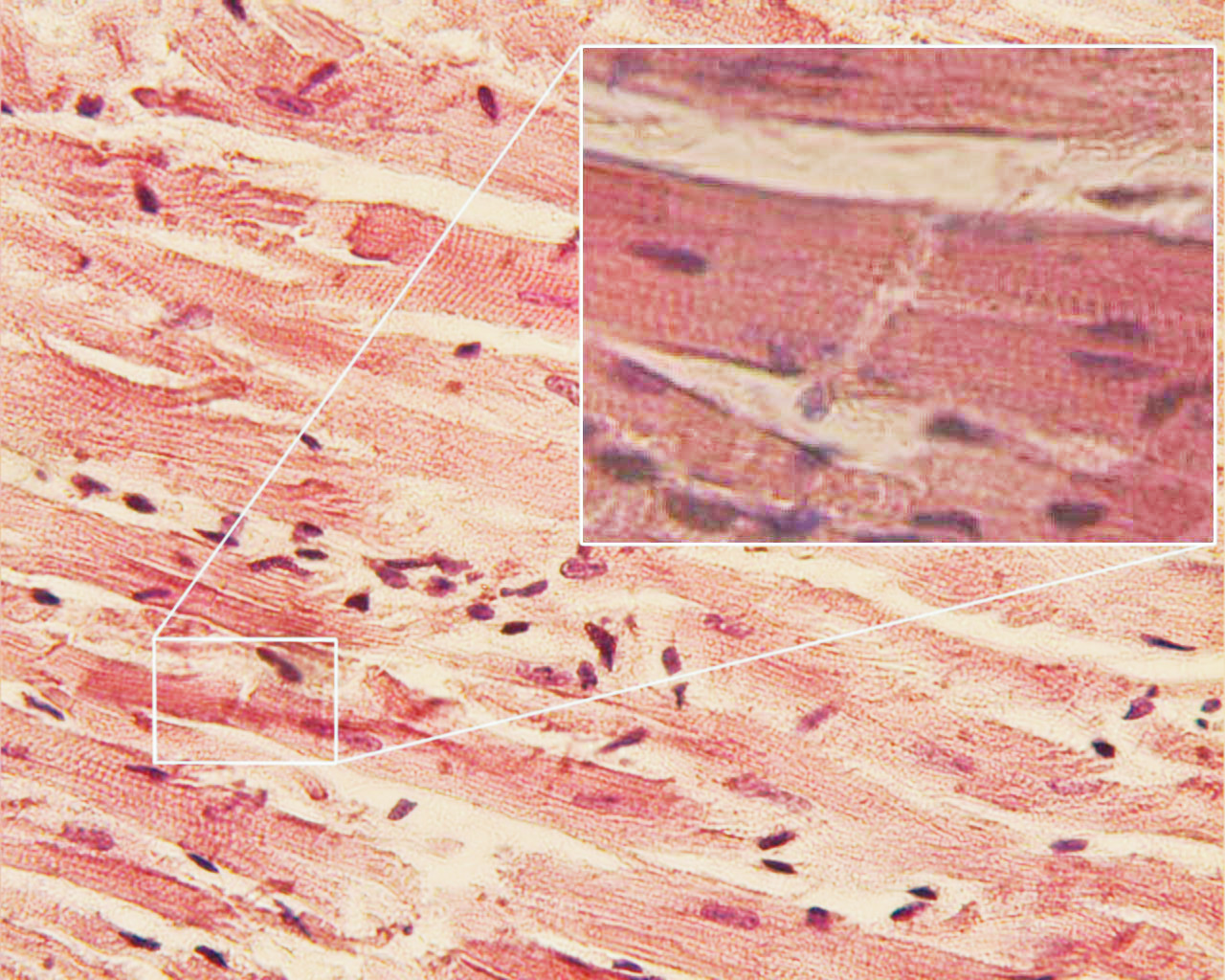
Glanzstreifen im Myokard einer Maus

Reizantwort der Herzmuskulatur

Der Herzmuskel oder das Myokard (lateinisch myocardium) bildet den größten Teil der Wand des Herzens. Die Herzmuskulatur wird außen vom Epikard und innen von der Herzinnenhaut (Endokard) umgeben. Der Herzmuskel ist ein Hohlmuskel, der einen für seine Kontraktion mit Volumenverringerung des Hohlraumes spezifischen makroskopischen (schlingenförmigen, vernetzten) Aufbau besitzt. Die Muskelzüge der Herzkammern ziehen oberflächlich (subepikardial) zur Herzspitze und schlagen am Herzwirbel (Vortex cordis) nach innen und ziehen als tiefe (subendokardiale) Muskelschicht zurück zum Herzskelett.

## Feinbau der Herzmuskulatur
Obwohl die Struktur der Herzmuskulatur große Ähnlichkeit zur Skelettmuskulatur aufweist, hat sie auch Eigenschaften, die von der glatten Muskulatur bekannt sind: Sie hat beispielsweise mittelständige Zellkerne. Herzmuskelzellen (Kardiomyozyten) enthalten im Regelfall einen Kern pro Zelle, in seltenen Fällen zwei, das heißt, sie stellen nur unter funktionellen Gesichtspunkten ein Synzytium dar. Mit der Polyploidisierung der menschlichen Herzmuskelzellen und deren Vermehrung befasste sich insbesondere der Freiburger Pathologe Claus-Peter Adler (* 1937). Mit der Skelettmuskulatur gemeinsam hat die Herzmuskulatur ihren regelmäßigen Aufbau aus speziellen quergestreiften Muskelfasern und das System des schnellen Calcium-Ionen-Einstroms durch Diaden (bei Skelettmuskulatur Triaden) von endständigen SR-Zisternen und T-Tubuli der Zellmembran. Dieser Aufbau ist für die Synchronisation der schnellen und kraftvollen Kontraktion unabdingbar und unterscheidet die Herz- und Skelettmuskulatur wesentlich von der glatten Muskulatur.
Besonderheiten sind die Verzweigung und die Verbindung der einzelnen Herzmuskelzellen (Kardiomyozyten) über Glanzstreifen (1914 von Viktor von Ebner-Rofenstein beschriebene Disci intercalares oder Disci intercalates; englisch intercalated disks), wohingegen Skelettmuskelvorläuferzellen während der Säugerembryonalentwicklung zu echten mehrkernigen Synzytien verschmelzen (und sich somit lange Muskelfasern ausbilden). Die Glanzstreifen enthalten zur Impulsübertragung Gap Junctions und zur Stabilisierung des Zellverbands und Kraftübertragung Desmosomen (Maculae adhaerentes) und Adhärenzkontakte (Fasciae adhaerentes). Neue molekulare Untersuchungen der Glanzstreifen zeigen, dass typische desmosomale und Fascia-adhaerens-Proteine (im Gegensatz zu deren jeweiligen Lokalisationen in Epithelien) zwischen den Säuger-Herzmuskelzellen nicht getrennt auftreten und somit herzspezifische Adhärenzverbindungen eines komplexen Mischtyps (Area composita) vorherrschen. Die Intermediärfilamente des Cytoskeletts, die an diese Zell-Zell-Verbindungen anknüpfen, bestehen hierbei hauptsächlich aus Desmin. Histologisch zeigen sich zudem ein gering ausgebildetes sarkoplasmatisches Retikulum sowie kleinere Zisternen als in Skelettmuskelzellen. Es lagern sich im Herzmuskel immer je eine Einstülpung der Plasmamembran (T-Tubulus) und eine Erweiterung des sarkoplasmatischen Retikulums (L-Tubulus oder SR-Zisterne) zusammen. Man spricht in diesem Zusammenhang auch von einer „Diade“, im Gegensatz zu den in der quergestreiften Skelettmuskulatur anzutreffenden „Triaden“ aus einem T-Tubulus und zwei L-Tubuli.

### Kardiale Makrophagen
Zwischen den Herzmuskelzellen finden sich zahlreiche stationäre Makrophagen, die aber viel kleiner sind. Im Mittel ist jede Herzmuskelzelle mit fünf Makrophagen verbunden, die der Gewebs-Homöostase und der Immunüberwachung dienen. Sie nehmen auch kaputte oder funktionslose Mitochondrien auf, die von den Herzmuskelzellen eingekapselt in Exosomen abgegeben werden und die von den Makrophagen per Autophagozytose abgebaut werden. Die Exosomen sind Phosphatidylserin-markiert, dies aktiviert den MerTK-Rezeptor (Myeloid-ephitelial-reproductive tyrosine receptor) der Makrophagen, der für die Aufnahme der Exosomen unerlässlich ist und auch bei der Gewebeheilung nach einem Myokardinfarkt eine wichtige Rolle spielt.

## Steuerung
Spezialisierte Herzmuskelzellen, die spontan selbst Aktionspotentiale auslösen können, übernehmen die Grundsteuerung der Herzaktion. Sie werden als Erregungsbildungssystem bezeichnet. Auch die Weiterleitung des Impulses auf die eigentliche Arbeitsmuskulatur erfolgt mittels Gap Junctions über spezialisierte Herzmuskelfasern und nicht über Nervenfasern. Die Anpassung der Herzmuskeltätigkeit an kurzfristige Blutdruckschwankungen erfolgt über den Frank-Starling-Mechanismus in der Herzmuskulatur selbst, die Anpassung an wechselnde körperliche Aktivitäten wird über das Kreislaufzentrum im Stammhirn und das vegetative Nervensystem gesteuert und unterliegt somit ebenfalls nicht dem Willen des Individuums.

## Herzmuskel des Menschen
Die Herzmuskelzellen der Herzkammern des menschlichen Herzens sind 10–25 µm dick und 50–100 µm lang. Die Anzahl der Herzmuskelzellen der linken Herzkammer, welche die Hauptpumpleistung erbringt, wird anfänglich auf 6 Milliarden Zellen geschätzt. Im Laufe des Lebens nimmt die Anzahl spontan und kontinuierlich ab und wird bei älteren Menschen mit 2–3 Milliarden Zellen angegeben.

## Herzmuskelerkrankungen
Ursachen für Erkrankungen des Herzmuskels können sein:
- Entzündungen (Myokarditis)
- Störungen der Blutversorgung (Koronare Herzerkrankung, Herzinfarkt, „Altersherz“)
- Degeneration durch Stoffwechselstörungen und Störungen der inneren Sekretion (hormonelle Erkrankungen, Schilddrüsenerkrankungen, Stress-Kardiomyopathie; Vergiftungen)